# 岡本利吉
岡本 利吉（おかもと りきち、1885年（明治18年）12月25日 - 1963年（昭和38年）10月14日）は、日本の社会運動家、思想家でもあり、人工言語ボアーボム（Babm）の発明者としても知られる。思想家としては、岡本普意識（おかもと ふいしき）と名乗っていた。

## 来歴
高知市に生まれる。東京郵便電信学校を卒業したのち、逓信省・三菱倉庫に勤務した。その後、1919年（大正8年）に企業立憲協会を組織した。翌1920年（大正9年）には東京亀戸に消費者組合亀戸協働社を開設、関東消費組合に発展させた。1928年（昭和3年）富士山麓愛鷹山中腹に農村青年共働学校を開設して、開墾や自給自足の農本自治を理念とした、農村中堅青年の育成をめざした。その一方で東京の下町の労働者を対象に純真社食堂を開いた。1932年（昭和7年）に岡本は、農本主義者の橘孝三郎や権藤成卿らと農本連盟の結成を企てるものの、分裂して脱退した。1933年（昭和8年）4月都筑郡新治村（現在の横浜市緑区付近）に美愛卿純真学園を開校した。1936年（昭和12年）頃から神道への理解を深めた。
戦後は人工言語「ボアーボム」を発明して、1960年（昭和35年）9月28日に、神田の学士会館で「世界語ボアーボム発表会」を開催した。

## 著書
- 『神都教学館趣意書』
- 『道義世界の生活体制』
- 『礼道教学民生思想大系』
- 『美教と人間論』
- 『企業組織と労働保険 』
- 『皇道原理日本教学』
- 『経済学確認』
- 『知識新論と人間観』
- 『人間学美教 : 人生問題総解決』
- 『民生学論大系』
- 『世界語ボアーボム―文法と辞典』
- 『世界語ボアーボム : 練習用教本』
- 『世界語学論』